# Сільськогосподарська авіація

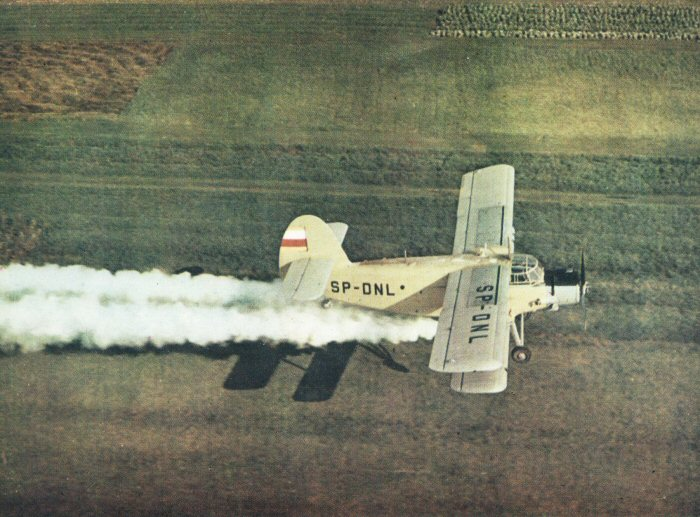
Сільськогосподарська авіація в роботі (Ан-2)

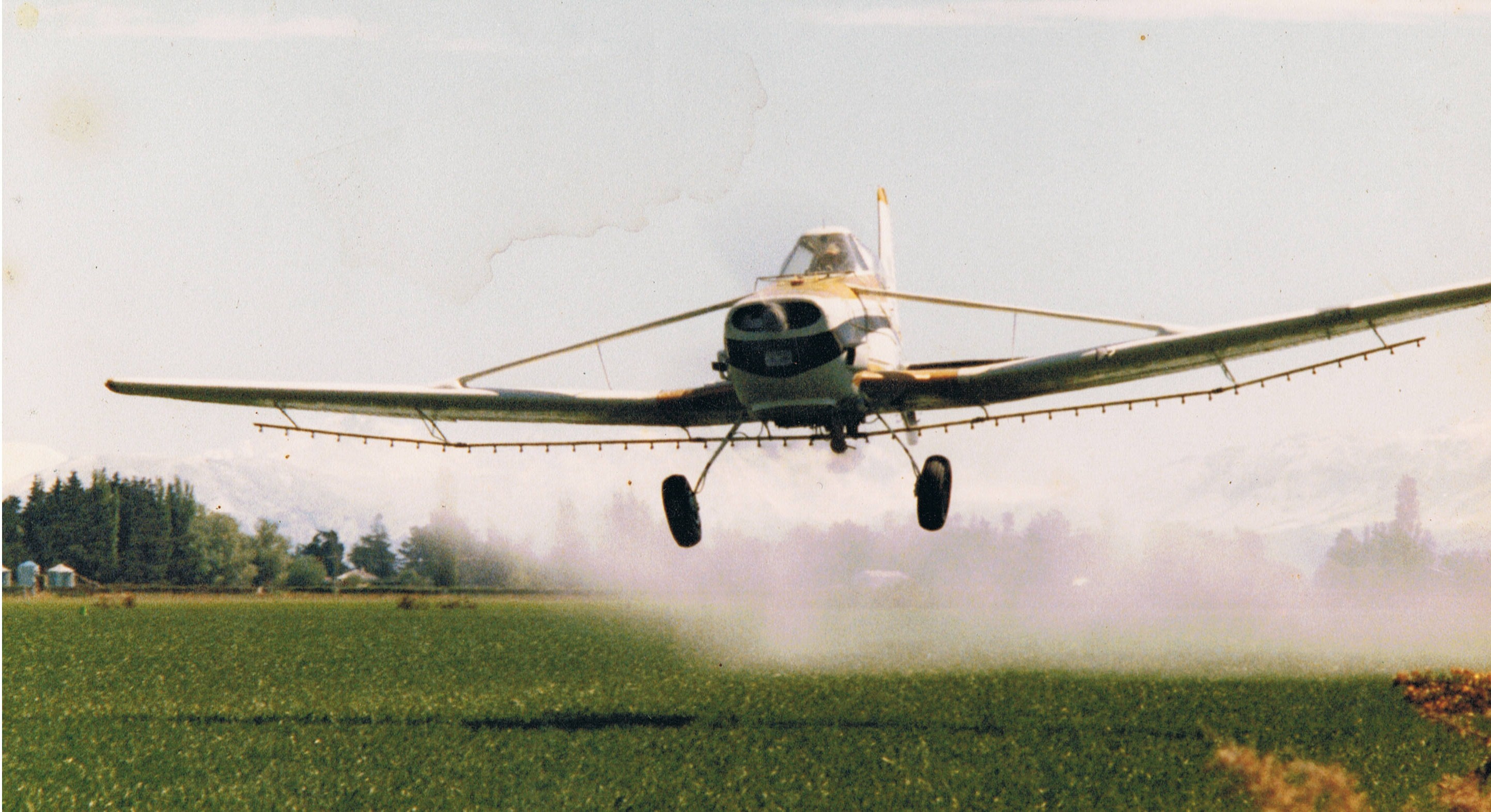
Cessna 188 AGWagon, Нова Зеландія, 1979

Сільськогосподарська авіація — авіація, яка використовується для проведення сільськогосподарських робіт. Найчастіше, сільськогосподарська авіація застосовується для розпилення пестицидів та добрив, дещо рідше — для авіапосіву (гідросіяння — посіву насіння з потоками води під тиском).
У сільськогосподарській авіації можуть застосовуватися як спеціально розроблені літаки та гелікоптери, так і адаптовані літальні апарати загального призначення з встановленим навісним обладнанням для розпилення хімікатів.
На пострадянському просторі для позначення сільськогосподарської авіації поширене поняття «кукурузник» — літак-біплан, зайнятий у сільськогосподарських роботах (за радянських часів найчастіше — У-2 або Ан-2).

## Цікаві факти
- Своєрідним курйозом в історії розвитку сільськогосподарської авіатехніки є літак WSK-Mielec M-15 Belphegor, що будувався і обмежено застосовувався в 1970-80-х роках. Цей літак поєднав у собі ознаки цілого ряду принципово різних поколінь в авіації: це єдиний у світі реактивний біплан та єдиний реактивний сільськогосподарський літак.
- Сільськогосподарська авіація в Україні експлуатується понад 80 років. Пік її розвитку припав на 1975 - 1980 роки[1].